# Whitfordiodendron
Whitfordiodendron é um género botânico pertencente à família Fabaceae.